# Веллажнімі
Футбольний клуб «Веллажнімі» (Гякове) або просто ФК «Веллажнімі» (алб. Klubi i Futbollit Vëllaznimi Gjakovë; KF Vëllaznimi серб. Фудбалски клуб Веллазними Ђаковица) — професіональний косовський футбольний клуб з міста Гякове.

## Історія
Футбольний клуб «Веллажнімі» був заснований в місті Джяковіца в 1927 році. З моменту свого створення клуб виступав у нижчих лігах чемпіонату Югославії. В сезонах 1967/68, 1968/69, 1969/70, 1970/71, 1973/74, 1979/80, 1981/82, 1985/86, 1989/90 років команда вигравала чемпіонат краю Косова. В 1990 році після утворення Першої ліги Косова розпочав виступи в чемпіонаті. В 2001 році вилетів до другої ліги. В наступному сезоні 2001/02 років посів перше місце в Групі А другої ліги та повернувся до Першої ліги. В сезоні 2012/13 років посів передостаннє місце в Суперлізі (з часом перша ліга була перейменована в Суперлігу) та вилетів до першої ліги. Наступного року повернувся до Суперліги. Але на довго в ній не затримався та вибув до першої ліги в 2015 році.

## Досягнення
- Райфайзен Суперліга Косово
  -  Срібний призер (1): 2007/08
  -  Бронзовий призер (3): 2002/03, 2008/09, 2011/12

- Ліга е Паре
  -  Чемпіон (1): 2001/02 (Група А)
  -  Срібний призер (1): 2013/14

- Кубок Косова
  -  Володар (1): 2007/08
  -  Фіналіст (2): 2009/10, 2017/18

- Чемпіонат краю Косова з футболу
  -  Чемпіон (9): 1967/68, 1968/69, 1969/70, 1970/71, 1973/74, 1979/80, 1981/82, 1985/86, 1989/90